# Готтфрід Гольторф
Готтфрід Гольторф (нім. Gottfried Holtorf; 21 травня 1912, Варнемюнде — 23 липня 1943, Атлантичний океан) — німецький офіцер-підводник, корветтен-капітан крігсмаріне.

## Біографія
3 квітня 1935 року вступив на флот. З квітня 1939 року — командир R-катера R21. З грудня 1939 року — інструктор блокадного училища в Кілі. В жовтні 1940 року — командир R57. З жовтня 1940 року — знову інструктор блокадного училища в Кілі. В березні-серпні 1941 року пройшов курс підводника, у вересні-жовтні — курс командира підводного човна. В жовтні-листопаді перебував у розпорядженні 1-ї флотилії. З 27 листопада 1941 року — командир підводного човна U-598, на якому здійснив 4 походи (разом 211 день в морі). 23 липня 1943 року U-598 був потоплений в Південній Атлантиці північно-східніше Наталя (04°05′ пд. ш. 33°23′ зх. д.) глибинними бомбами трьох американських бомбардувальників «Ліберейтор». 2 члени екіпажу були врятовані, 43 (включаючи Гольторфа) загинули.
Всього за час бойових дій потопив 2 кораблі загальною водотоннажністю 9295 тонн і пошкодив 1 корабель водотоннажністю 6197 тонн.
| Дата           | Назва корабля           | Тип               | Тоннаж | Вантаж                                               | Екіпаж | Загинули | Країна             | Конвой  |
| -------------- | ----------------------- | ----------------- | ------ | ---------------------------------------------------- | ------ | -------- | ------------------ | ------- |
| 14 серпня 1942 | Michael Jebsen          | Торговий пароплав | 2,323  | 2750 тонн цукру                                      | 47     | 7        | Британська імперія | TAW-12J |
| 14 серпня 1942 | Standella (пошкоджений) | Тепловий танкер   | 6,197  | Баласт                                               | 72     | 0        | Британська імперія | TAW-12J |
| 14 серпня 1942 | Empire Corporal         | Паровий танкер    | 6,972  | 4532 тонн моторного бензину і 4745 тонн уайт-спіриту | 55     | 6        | Британська імперія | TAW-12J |

## Звання
- Кандидат в офіцери (3 квітня 1935)
- Морський кадет (25 вересня 1935)
- Фенріх-цур-зее (1 липня 1935)
- Оберфенріх-цур-зее (1 січня 1937)
- Лейтенант-цур-зее (1 квітня 1937)
- Оберлейтенант-цур-зее (1 квітня 1939)
- Капітан-лейтенант (1 лютого 1942)
- Корветтен-капітан (1 липня 1947, посмертно заднім числом)

## Нагороди
- Медаль «За вислугу років у Вермахті» 4-го класу (4 роки)